# كلية سانت هيو
كلية سانت هيو (بالإنجليزية: St Hugh's College, Oxford)‏، هي كلية في جامعة أكسفورد، تأسست في 1885، في المملكة المتحدة، وكان مؤسسها هو Elizabeth Wordsworth ‏.

## معرض صور

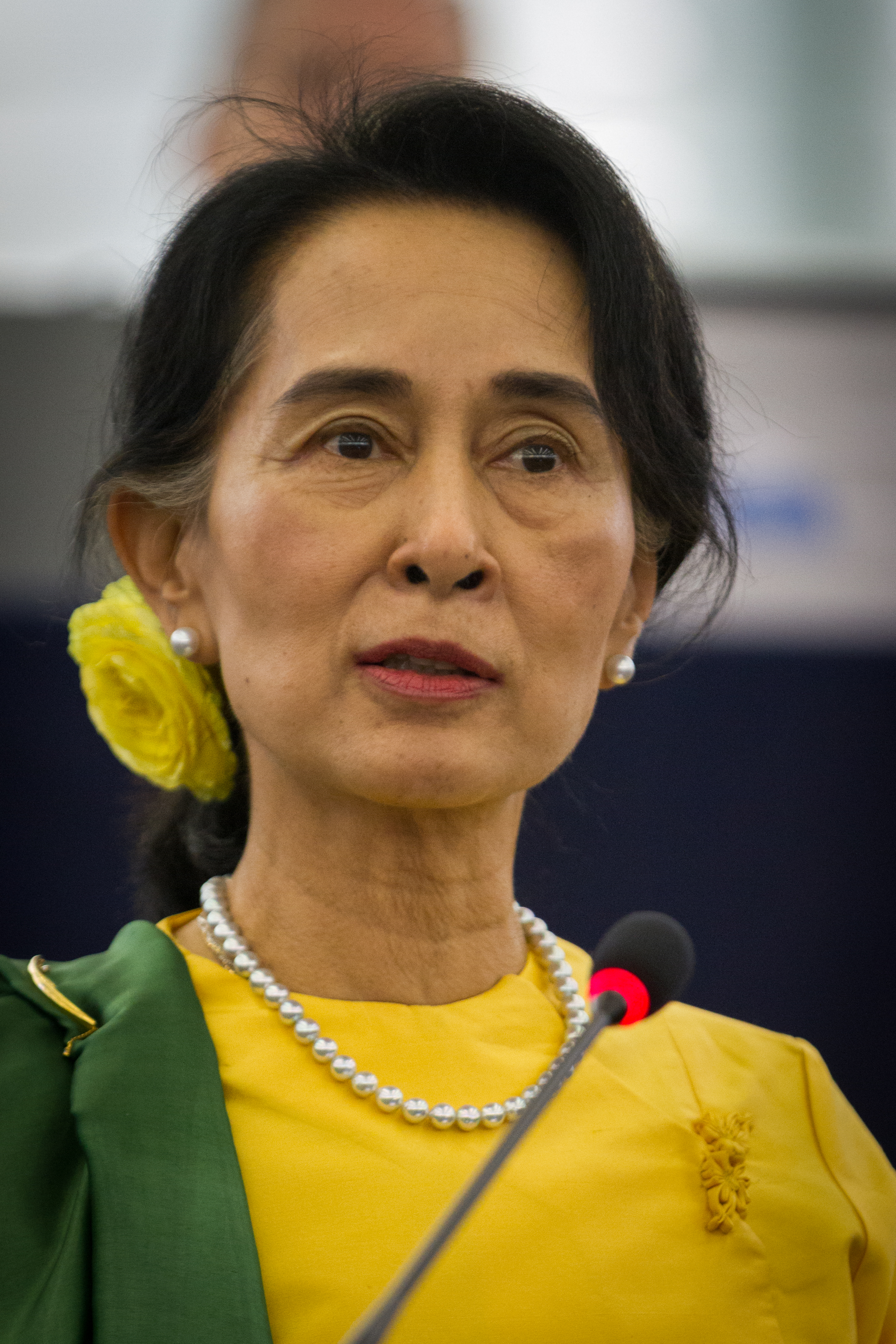
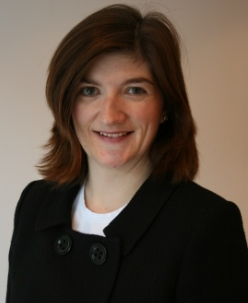
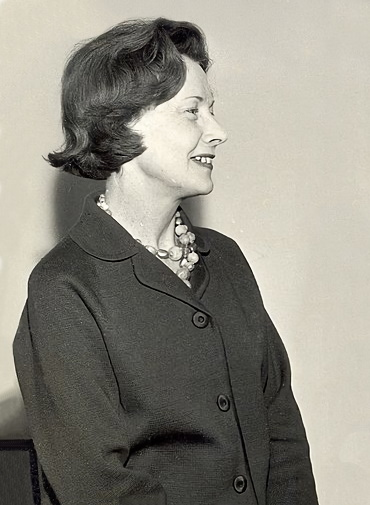